# NGC 569
NGC 569 (również PGC 5548 lub UGC 1063) – galaktyka spiralna (Sbc), znajdująca się w gwiazdozbiorze Ryb. Odkrył ją Albert Marth 1 października 1864 roku.